# 제니하우스
제니하우스는 대한민국의 인터넷 커뮤니티이다. 초고층 빌딩과 도시 풍경을 올리는 사이트다.